# Ankhwennefer
Ankhwennefer (ˁnḫ-wn-nfr - "wennefer éljen", uralkodott: I. e. 199 k. – 186 k.) ókori egyiptomi uralkodó, felső-egyiptomi ellenkirály az V. Ptolemaiosz Epiphanész elleni lázadás idején. Neve más, görögös változatokban Ankhmakisz, Ankmakhisz vagy Khaonnophrisz formában fordul elő.
Az uralkodó egyes feltételezések szerint elődje, Horwennefer fia volt, más vélemények szerint Horwennefer váltott uralkodói nevet és uralkodott tovább Ankhwennefer néven.
Uralma alatt folyamatosak voltak a harcok Felső-Egyiptomban, Théba is többször cserélt gazdát
Ankhwennefer és V. Ptolemaiosz csapatai között. I. e. 191-ben a lázadó király valószínűleg egy rövid időre Núbiába menekült, de később visszatért Egyiptomba.
A kusita uralkodók a bizonytalan helyzetet kihasználva közben rövid időre visszafoglaták Alsó-Núbiát, erről tanúskodnak Arqamani (II. Ergamenész) és Adikhalamani erre az időre tehető templomépítkezései. Valószínű, hogy a két uralkodó fegyveresen is támogatta Ankhwennefert.
Uralmát minden valószínűleg kusita támogatással tudta megtartani egészen 186-ig, amikor V. Ptolemaiosz hadvezére elfogta, és később kivégezték. Fia, akinek neve nem maradt fent elesett a csatában. A győzelem emlékére V. Ptolemaiosz dekrétumot adott ki (2. philaei dekrétum), amelyben a lázadó király nevének csak az eltorzított változatát írják le Herwenef formában az ellenséget jelölő determinatívummal.
A harcok következtében súlyos károk keletkeztek Felső-Egyiptomban. Az elfogott lázadók egy részét rabszolgasorba vetették, és új, görög mintájú adminisztrációt vezettek be délen is.